# Петрово (Марий Эл)
Петрово (мар. Желонко) — деревня в Сернурском районе Республики Марий Эл. Входит в состав Марисолинского сельского поселения.

## География
Находится в северо-восточной части республики Марий Эл на расстоянии приблизительно 9 км на север-северо-запад от районного центра посёлка Сернур.

## История
Известна с 1811 года как починок, где значилось 5 дворов и 11 жителей, в 1834 году 50 жителей. В 1885 году в 29 дворах проживали 231 человек. В 1975 году в деревне значилось 37 хозяйств, 161 житель, в 1988 25 и 85. К 2004 году осталось 17 домов. В советское время работали колхозы им. Ворошилова и «Восход». На территории деревни в 2005 году работала единственная в Марий Эл действующая водяная мельница.

## Население
Население составляло 51 человек (мари 76 %) в 2002 году, 40 в 2010.